# Anthropomorphisme

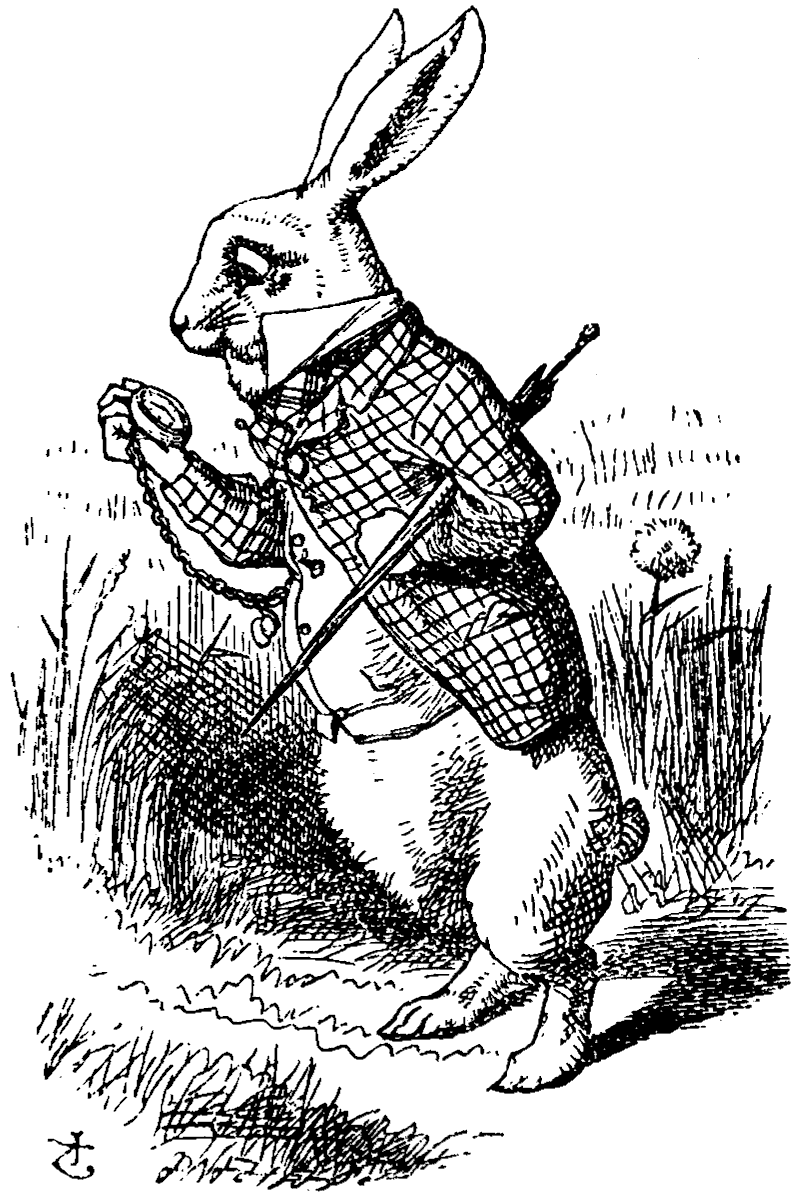
Portrait du lapin anthropomorphe de John Tenniel, apparaissant dans le premier chapitre des Aventures d'Alice au pays des merveilles (1865) de Lewis Carroll.

L’anthropomorphisme est l'attribution de caractéristiques du comportement ou de la morphologie humaine à d'autres entités comme des dieux, des animaux, des objets, des phénomènes, des idées et voire à des êtres d'un autre monde le cas échéant.
Dérivé du grec ancien ἄνθρωπος / ánthrōpos (« être humain ») et μορφή / morphḗ (« forme »), le terme a été crédité au milieu des années 1700,. Le terme est créé par le baron d'Holbach et développé dans son Système de la nature.[réf. nécessaire]
Des exemples incluent notamment les animaux et les plantes, ainsi que des forces de la nature comme le vent, la pluie ou le Soleil sont décrits comme des phénomènes à motivations humaines, ou comme possédant la capacité de comprendre et réfléchir. En littérature, on parlera de « personnification ».

## Préhistoire

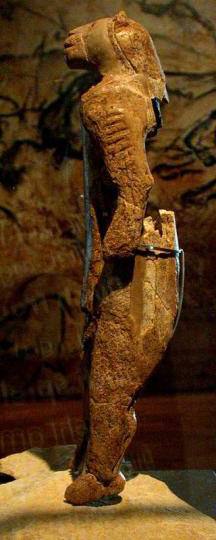
Sculpture d'un homme-lion datant de l'Aurignacien (Paléolithique supérieur).

Au commencement de la modernité comportementale humaine à l'ère du Paléolithique supérieur, il y a environ 40 000 ans, des exemples d'œuvres zoomorphes (à l'apparence animale) représentent l'idée de l'anthropomorphisme. L'une de ces œuvres les plus connues incluent la sculpture en ivoire de l'homme lion, une apparence humaine avec la tête d'un lion, dite âgée de 40 000 ans,,.
Il est impossible de savoir ce que ces œuvres préhistoriques peuvent réellement représenter. Un exemple plus récent inclut le petit sorcier à l'arc musical, une peinture énigmatique localisée dans la grotte des Trois Frères, Ariège, en France ; la signification de cet art reste inconnue, mais elle est interprétée comme une sorte d'esprit ou de maître contrôlant les animaux.
Cet art anthropomorphe a été lié par l'archéologue Steven Mithen avec l'émergence de la chasse à l'ère du Paléolithique supérieur (Mithen, 1998). Il suggère que ceux-ci sont la preuve d'un changement de l'architecture de l'esprit humain, une fluidité cognitive améliorée entre l'histoire naturelle et les capacités sociales, dans lequel l'anthropomorphisme permettait aux chasseurs d'identifier empathétiquement les animaux qu'ils chassaient et ainsi mieux anticiper leur mouvements.

## Religion et mythologie

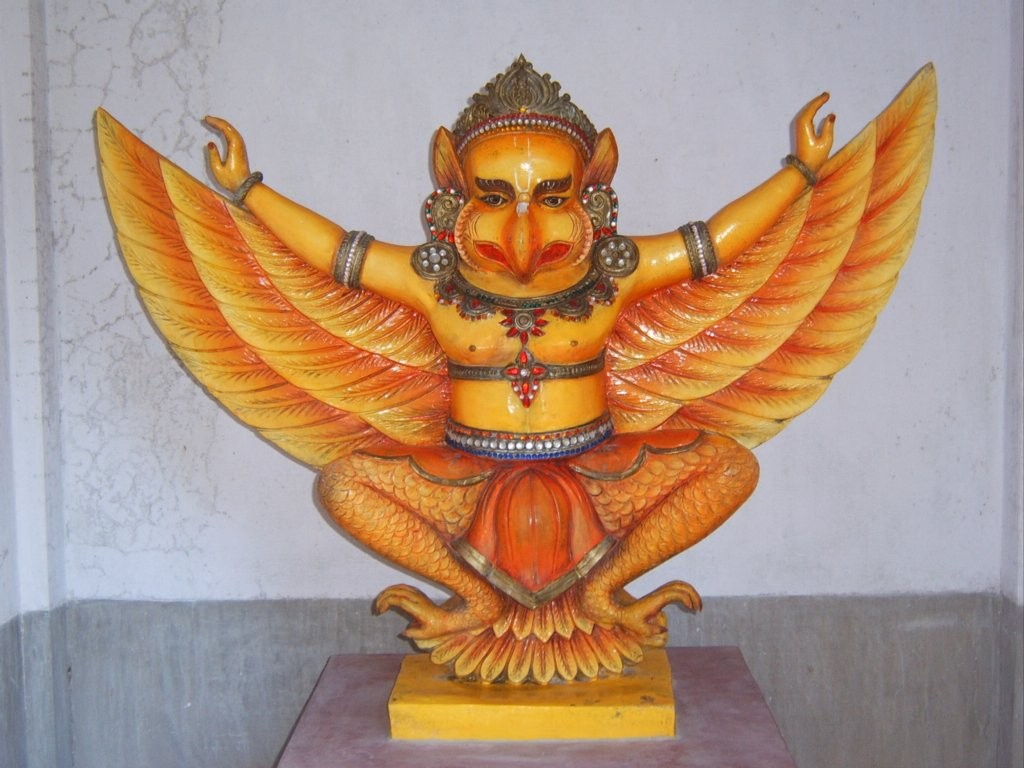
Sculpture de Garuda, en Inde.

Dans la religion et la mythologie, l'anthropomorphisme représente la perception d'êtres divins, ou de dieux, aux apparences humaines, ou les valeurs humaines dans ces êtres. Un bon nombre de ces êtres sont des divinités qui s'expriment à travers des caractéristiques humaines comme la jalousie, la tristesse ou l'amour.
Les dieux grecs, tels que Zeus et Apollon, montrent souvent des traits de caractères humains. L'anthropomorphisme dans ce cas se réfère à l'anthropothéisme.

## Éthologie
L'anthropomorphisme prend ici la signification de projeter les motivations et les émotions humaines sur l'animal. Le premier à avoir abordé ce sujet est Conway Lloyd Morgan (1852-1936) dans son révolutionnaire (à l'époque) canon de Morgan :
« In no case is an animal activity to be interpreted in terms of higher psychological processes, if it can be fairly interpreted in terms of processes which stand lower in the scale of psychological evolution and development », ce qui peut se traduire par : « Nous ne devons en aucun cas interpréter une action animale comme relevant de l'exercice de facultés de haut niveau, si celle-ci peut être interprétée comme relevant de l'exercice de facultés de niveau inférieur ».
L'activité animale doit être expliquée par des processus psychologiques simples excluant toute dérive anthropomorphique. Ce principe fondateur ouvre la voie au comportementalisme.
En zoopsychiatrie, cette notion prend une signification quelque peu différente : c'est le fait du propriétaire d'un animal de compagnie qui projette sa propre vision à son compagnon avec toutes ses conséquences. Cet état s'accompagne souvent de dérives comportementales plus ou moins problématiques allant de l'agressivité animale au home grooming (personne, souvent âgée, en rupture sociale compensant par un besoin compulsif extrême de possession d'animaux).[réf. souhaitée]

## Architecture
En architecture, l'anthropomorphisme consiste à utiliser la représentation du corps humain dans certains ouvrages de structure (par exemple : les cariatides où les statues sont des colonnes).
C'est aussi l'intégration de certaines proportions du corps humain dans les proportions de certains ouvrages de structure (par exemple : les proportions de la colonne dorique sont inspirées des proportions d'un guerrier grec en armure).
Enfin, il est possible de composer tout un bâtiment, voire une ville ou une portion de territoire, suivant un tracé régulateur directement inspiré des proportions du corps humain.

## Dans la culture populaire

### Littérature et bande dessinée
L'anthropomorphisme est parfois utilisé pour parler des humains, par exemple dans les fables d'Ésope ou de Jean de La Fontaine, dans le Roman de Renart, dans de nombreux dessins animés de Walt Disney, dans Maus, etc.
En leur prêtant des physionomies animales, l'auteur est dispensé de s'attarder sur le caractère de ses personnages. Ainsi le renard sera fourbe et malicieux, la souris modeste, le rat opportuniste, le lion majestueux, la louve fidèle et brave, etc.
L'anthropomorphisme est très utilisé en bande dessinée et en dessin animé car il permet au dessinateur de différencier ses personnages physiquement tout en leur conférant des psychologies très typées. Dans ce cas, « zoomorphisme » et « anthropomorphisme » sont une seule chose : l'animal sert à parler de l'humain, et une forme d'humanité est attribuée à des animaux.

### Cinéma et télévision
Certains exemples notables peuvent inclure les personnages de la série Looney Tunes tels que Bugs Bunny, Daffy Duck, Porky Pig, pour ne citer que les plus connus, créés durant les années 1930 jusqu'à aujourd'hui.
Le film de science-fiction français Le Voyage dans la Lune (1902) de Georges Méliès utilise l'anthropomorphisme pour représenter la Lune, à la surface de laquelle une fusée terrienne s'est écrasée.
Des années 1960 jusqu'aux années 1990, l'anthropomorphisme a été largement impliqué dans les séries animées comme Les Motards de l'espace, Sherlock Holmes ou SWAT Kats. En 1987, le dessin animé Tortues Ninja : Les Chevaliers d'écaille a pour protagonistes quatre tortues, adoratrices de pizzas possédant un grand savoir du ninjutsu, menées par leur sensei, le rat anthropomorphe Splinter.
En 1988, dans Qui veut la peau de Roger Rabbit de Robert Zemeckis, le film met en scène des Toons (personnages de dessins animés) côtoyant des êtres humains. Les Toons habitent à Toonville, une zone adjacente à Hollywood, et se déplacent régulièrement chez les humains pour tourner des dessins animés. Dans le film, Roger Rabbit, un lapin acteur et héros de dessins animés des « Maroon Cartoons », est accusé du meurtre du producteur Marvin Acme, inventeur délirant et directeur de la Compagnie ACME.
Dans Osmosis Jones (2001), le film utilise l'anthropomorphisme pour représenter le système immunitaire de l'être humain.
En 2006, les films Cars et Cars 2 exposent uniquement des voitures ou autres véhicules anthropomorphes.
En 2015, le film Vice-versa présente les émotions des êtres humains en tant qu'individu.
En 2016, Zootopie, le 135e long-métrage d'animation Disney, présente des animaux anthropomorphes. Les personnages du film possèdent non seulement des traits physiques et de caractère humain, mais font aussi face à des problèmes humains. Certains citoyens de la ville de Zootopie ont des problèmes d'argent ou de dépendance. Ils vivent dans l'idée qu'ils doivent faire des études supérieures pour avoir un meilleur futur et sont soumis à des lois écrites et ils peuvent être coupable d'emprisonnement si désobéissance.

### Jeu vidéo
En 1991, le jeu vidéo Sonic the Hedgehog est commercialisé, exposant un hérisson bleu comme protagoniste. Les personnages de cette série sont pratiquement tous des animaux anthropomorphes, incluant renards, chats et autres hérissons, et capables de parler et marcher comme de véritables humains. Comme avec la plupart des animaux anthropomorphes, les habits ne représentent pas une réelle importance, bien que certains personnages soient totalement habillés ou ne portent qu'une paire de gants et de chaussures.
Parmi les autres personnages anthropomorphiques de jeu vidéo, on peut également citer Fox McCloud, Crash Bandicoot, ainsi dans les personnages de la série de jeux Animal Crossing (chats, chiens, vaches, lapins) qui possèdent une maison et des vies assez diverses, ou encore les Lapins crétins.

### Entreprises
Depuis quelques années, l'anthropomorphisme est aussi utilisé envers les entreprises. En effet, le concept d'anthropomorphisme de marque, c'est-à-dire la capacité de percevoir une marque comme une entité à l'image d'un être humain émerge au sein de diverses études marketing. L'anthropomorphisme de  marque influence positivement la relation entre le consommateur et la marque, en plus d'influencer l'aspect cognitif, émotionnel et comportemental des consommateurs. 
La compréhension des consommateurs ciblés par une marque est essentielle pour assurer une bonne cohérence entre le consommateur et la marque anthropomorphisée. Les caractéristiques de l'audience, le marché dans lequel œuvre l'entreprise ainsi que les produits ou services offerts sont des facteurs importants pour assurer l'anthropomorphisme de marque.

## Galerie

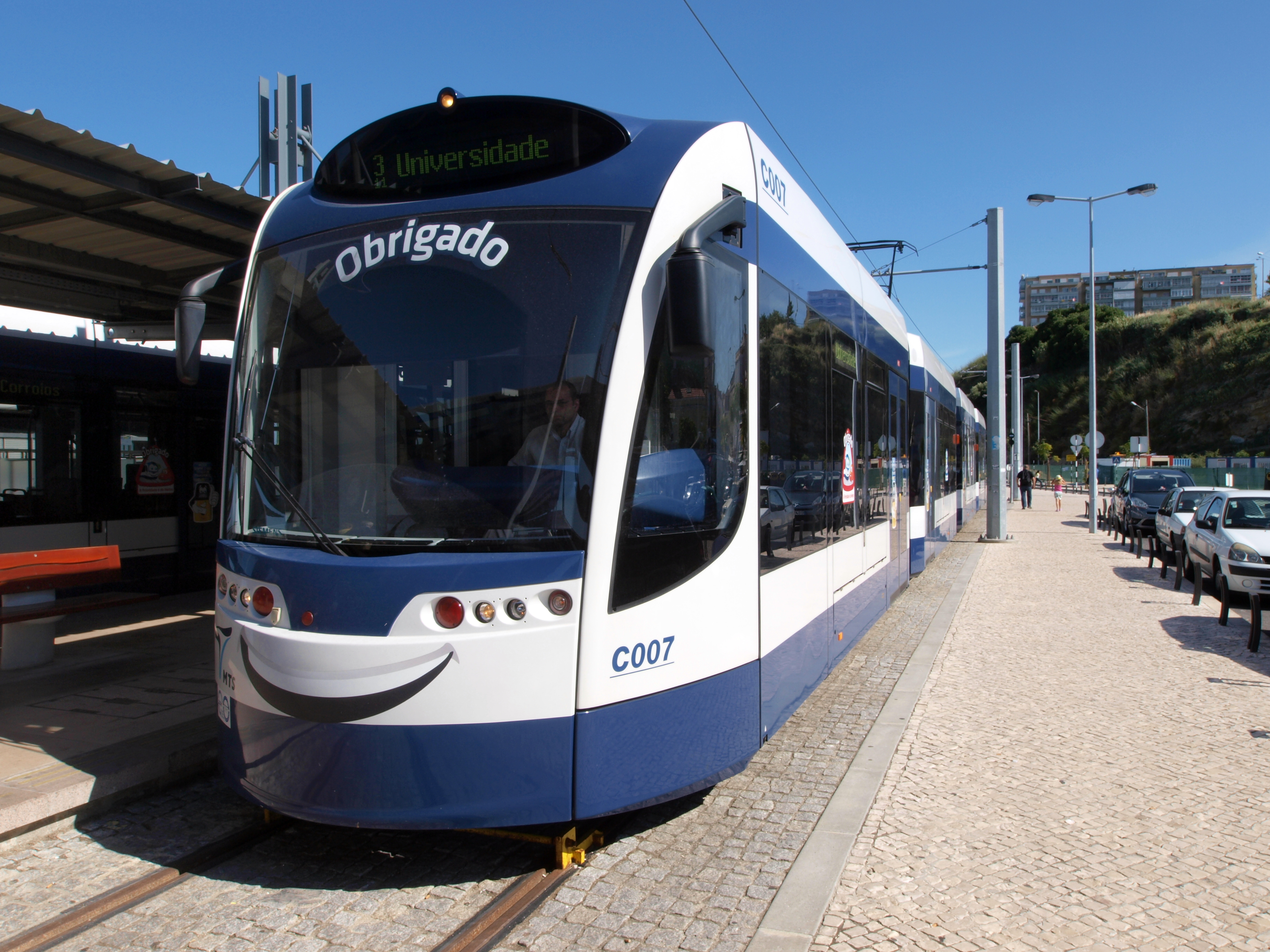
Un tramway orné d'un sourire à l'avant.
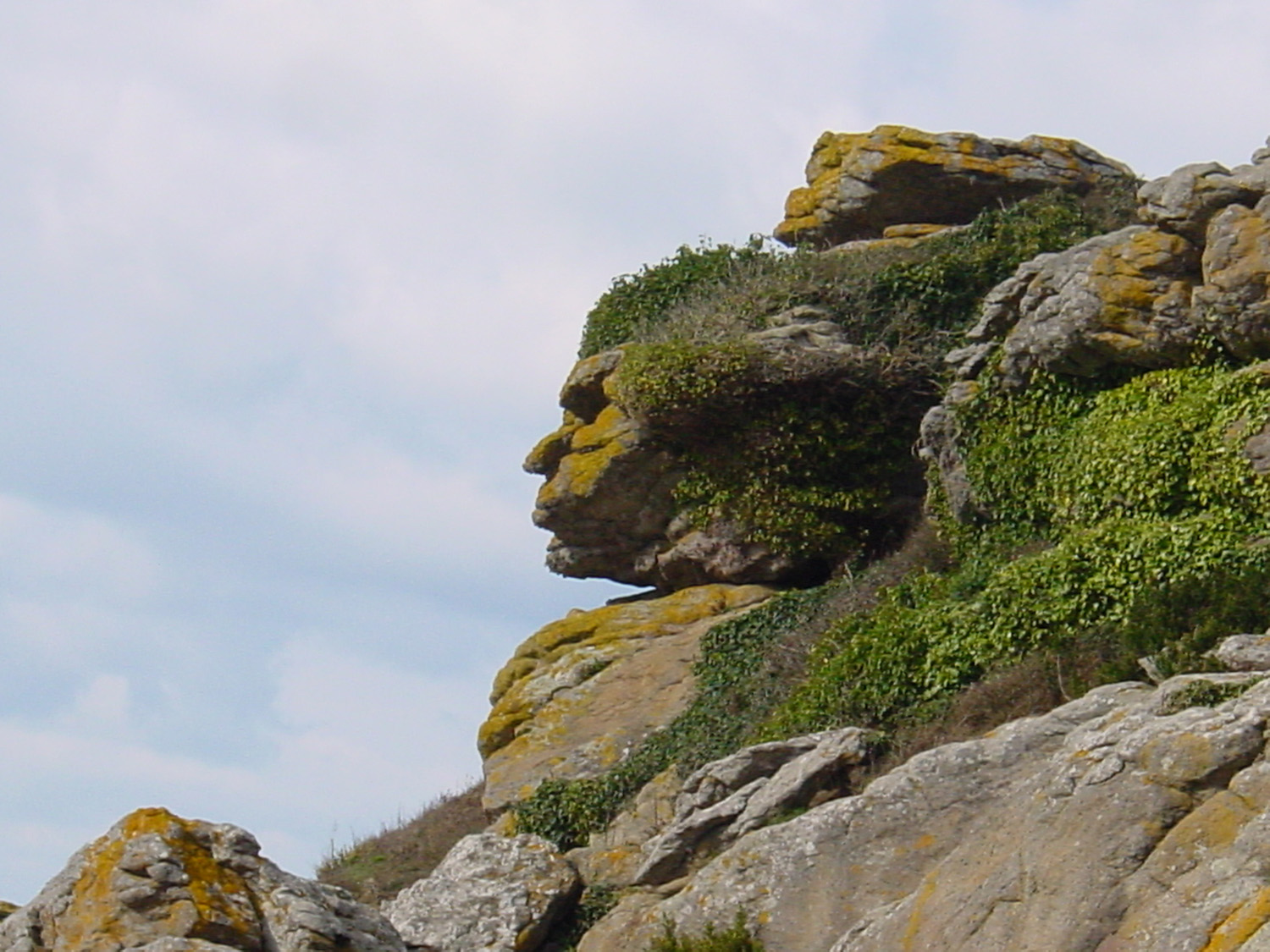
Paréidolie d'un visage sur un rocher.
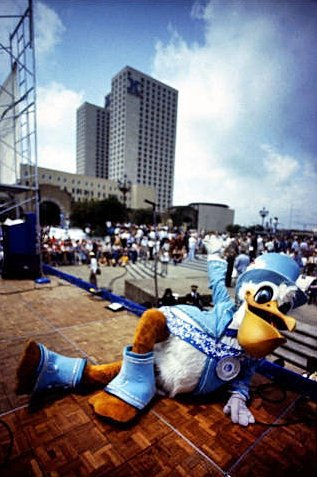
Mascotte du personnage de Seymore D. Fair (en).
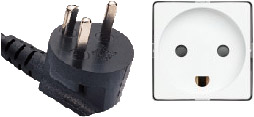
Une prise électrique danoise.